# The Beaten Path (pel·lícula de 1913)
The Beaten Path és una pel·lícula muda dramàtica de l'Éclair American escrita i dirigida per Oscar A.C. Lund i protagonitzada per ell mateix, Barbara Tennant i Alec B. Francis. La pel·lícula, de tres bobines, es va estrenar el 20 d’agost de 1913.

## Argument
Randolph Thorne i G.E. Lacelles Hall, són dos cavallers que són veïns. Es produeix una baralla per la línia divisòria de les seves finques, Thorne mostra un paper davant la cara de Hall i el seu fill, Arnold, el qual, segons ell, demostrarà que té raó en la seva disputa. Això provoca un daltabaix en Hall i el seu fill decideix robar-li aquell document. Aquella nit, en robar-lo es descobert per Thorne que el segueix fins a casa seva. Hall, sentint-se culpable de la situació del seu fill, s'ofereix a ser arrestat i el condueixen a la presó. El seu empresonament provoca la seva mort. Això provoca un gran dolor a Chester Thorne, que havia fet el que va poder perquè el seu pare no prengués mesures tan dràstiques, i també a Barbara, la bella filla immadura de Lacelles Hall, que feia un temps que no el visitava. L'acció de Thorne també va fer que Caspar Black i Barbara acabin el seu prometatge i també que el germà de Barbara marxi al nord-oest per oblidar els fets.
Passen alguns anys abans que Barbara s’aventuri a sortir de casa seva. Un dia, la seva minyona Laura la convenç perquè surti a fer una mica d’exercici jugant a tennis. En llençar pilota falla i aquesta toca Randolph Thorne a l’ull mentre aquest està assegut llegint un diari de la família que data del 1600. Ella recupera la pilota, es disculpa. Chester queda impressionat i decideix que l’ha de tornar a veure. Quan torna a casa, Barbara s’estira al llit enfadada d’haver oblidat el pare ni que sigui per un moment i aleshores té una aparició en la que ell li demana que llenci el diari de la família que data del 1700 i que cerqui la felicitat. Ella el llença per la finestra i va cau davant de Chester que passava per casualitat. El recull i deixa a Barbara el seu diari familiar. Cadascun llegeix el de l’altre amb interès. Temps després Chester la convida a un ball, on retroba Caspar Black que explica tothom que és la filla d'un condemnat. Chester va a ajudar-la però ella li diu que el seu pare és el culpable dels problemes de la seva família. Ella marxa corrents i a la sortida xoca contra Black que cau per les escales i mor. Per evitar que Barbara sigui declarada culpable ell deixa la seva targeta i un guant al costat del mort. Després abandona la casa i marxa cap a l’Oest on acaba morint per culpa d’un incendi. Barbara també acaba morint.

## Repartiment
- Oscar A.C. Lund (Chester Randolph Thorne)
- Barbara Tennant (Barbara Lacelles Hall)
- Alec B. Francis (Randolph Thorne)
- Julia Stuart (Mrs. Thorne)
- Will E. Sheerer (George Edward Lacelles Hall)
- Hector Dion (l’home mort)